# Mompati Thuma
Mompati Thuma (Francistown, Botsuana, 5 de abril de 1980) es un futbolista botsuano. Juega de defensa y su equipo actual es el Botswana Defence Force de la Premier League de Botsuana. Es el capitán de la selección de fútbol de su país.

## Selección nacional
Ha sido internacional con la selección de fútbol de Botsuana en 66 ocasiones siendo su debut en 2004. Participó en la Copa Africana de Naciones de 2012, siendo capitán del único equipo botsuano que clasificó al torneo en la historia del fútbol de ese país.

### Participaciones en Copas Africanas
| Copa                           | Sede                      | Resultado    | Partidos | Goles |
| ------------------------------ | ------------------------- | ------------ | -------- | ----- |
| Copa Africana de Naciones 2012 | Gabón y Guinea Ecuatorial | Primera fase | 3        | 0     |

## Clubes
| Club                   | País     | Año         |
| ---------------------- | -------- | ----------- |
| Mogoditshane Fighters  | Botsuana | 2004 - 2007 |
| Botswana Defence Force | Botsuana | 2007 -      |